# Дзарагазов, Пётр Семёнович
Пётр Семёнович Дзарагазов (15 мая 1905, ст. Ново-Осетинская, Моздокский отдел, Терская область, Российская империя — 1989) — советский хозяйственный, государственный и партийный деятель.

## Биография
Родился 15 мая 1905 в станице Ново-Осетинская Моздокского отдела Терской области Российской империи (ныне в составе Моздокского района Республики Северная Осетия — Алания). Член ВКП(б) с 1927 года.

### Образование
В 1934 окончил Всесоюзный Коммунистический институт журналистики имени «Правды» при ЦИК СССР.
В 1957 окончил Ставропольский государственный педагогический институт.

### Трудовая деятельность
С 1928 года — на хозяйственной, общественной и политической работе. В 1928—1962 гг. — председатель Новоосетинского сельского Совета, председатель колхоза «Гигант» имени XII-й годовщины Октября, секретарь ячейки ВКП(б) колхоза «Сарибар», замредактора газеты, парторганизатор, редактор, ответственный редактор газеты в Северо-Кавказском крае, 1-й секретарь Ново-Александровского районного комитета ВКП(б), Новоселицкого районного комитета ВКП(б), 1-й секретарь Областного комитета ВКП(б) Черкесской автономной области, начальник Ставропольского краевого управления кинофикации, начальник Ставропольского краевого управления по строительству колхозов, председатель Ставропольского «Краймежколхозстроя».
Избирался депутатом Верховного Совета СССР 2-го созыва.
Умер в 1989 году.